# Temporada 1947-48 de los Philadelphia Warriors
La Temporada 1947-48 fue la segunda de los Philadelphia Warriors en la BAA. La temporada regular acabó con 27 victorias y 21 derrotas, ocupando el primer puesto de la División Este, clasificándose para los playoffs en los que resultaron subcampeones tras caer en las Finales frente a los Baltimore Bullets.

## Temporada regular
| # | División Este           | División Este | División Este | División Este | División Este |
| # | Equipo                  | G             | P             | %             | PD            |
| - | ----------------------- | ------------- | ------------- | ------------- | ------------- |
| 1 | x-Philadelphia Warriors | 27            | 21            | .563          | –             |
| 2 | x-New York Knicks       | 26            | 22            | .542          | 1             |
| 3 | x-Boston Celtics        | 20            | 28            | .417          | 7             |
| 4 | Providence Steamrollers | 6             | 42            | .125          | 21            |

## Playoffs

### Semifinales
Philadelphia Warriors - St. Louis Bombers
| Fecha       | Partido                                        | Ciudad      |
| ----------- | ---------------------------------------------- | ----------- |
| 23 de marzo | Philadelphia Warriors 58, St. Louis Bombers 60 | San Luis    |
| 25 de marzo | Philadelphia Warriors 65, St. Louis Bombers 64 | Saint Louis |
| 27 de marzo | St. Louis Bombers 56, Philadelphia Warriors 84 | Filadelfia  |
| 30 de marzo | St. Louis Bombers 56, Philadelphia Warriors 51 | Filadelfia  |
| 1 de abril  | Philadelphia Warriors 62, St. Louis Bombers 69 | San Luis    |
| 3 de abril  | St. Louis Bombers 61, Philadelphia Warriors 84 | Filadelfia  |
| 6 de abril  | Philadelphia Warriors 85, St. Louis Bombers 46 | Saint Louis |
|             | Philadelphia gana las series 4-3               |             |

### Finales
Baltimore Bullets - Philadelphia Warriors
| Fecha       | Partido                                        | Ciudad     |
| ----------- | ---------------------------------------------- | ---------- |
| 10 de abril | Baltimore Bullets 60, Philadelphia Warriors 71 | Filadelfia |
| 13 de abril | Baltimore Bullets 66, Philadelphia Warriors 63 | Filadelfia |
| 15 de abril | Philadelphia Warriors 70, Baltimore Bullets 72 | Baltimore  |
| 17 de abril | Philadelphia Warriors 75, Baltimore Bullets 78 | Baltimore  |
| 20 de abril | Baltimore Bullets 82, Philadelphia Warriors 91 | Filadelfia |
| 21 de abril | Philadelphia Warriors 73, Baltimore Bullets 88 | Baltimore  |
|             | Baltimore gana la final 4-2                    |            |

## Estadísticas
| Rk | Jugador         | Edad | P  | PT | MP | TC  | TCI  | %TC  | 3P | 3PI | %3P | TL  | TLI | %TL   | RO | RD | RT | AS  | RB | TAP | BP | FP  | PTS  |
| 1  | Joe Fulks       | 26   | 43 |    |    | 7.6 | 29.3 | .259 |    |     |     | 6.9 | 9.1 | .762  |    |    |    | 0.6 |    |     |    | 3.8 | 22.1 |
| 2  | Howie Dallmar   | 25   | 48 |    |    | 4.5 | 16.3 | .275 |    |     |     | 3.3 | 4.4 | .744  |    |    |    | 2.5 |    |     |    | 2.9 | 12.2 |
| 3  | Chick Halbert   | 28   | 40 |    |    | 3.6 | 13.8 | .262 |    |     |     | 3.3 | 5.0 | .665  |    |    |    | 0.8 |    |     |    | 2.8 | 10.5 |
| 4  | George Senesky  | 25   | 47 |    |    | 3.4 | 12.1 | .277 |    |     |     | 2.1 | 3.1 | .667  |    |    |    | 1.1 |    |     |    | 1.9 | 8.8  |
| 5  | Angelo Musi     | 29   | 43 |    |    | 3.1 | 11.3 | .276 |    |     |     | 1.2 | 1.7 | .699  |    |    |    | 0.2 |    |     |    | 1.3 | 7.4  |
| 6  | Jerry Fleishman | 25   | 46 |    |    | 2.6 | 10.9 | .238 |    |     |     | 2.1 | 3.0 | .688  |    |    |    | 0.9 |    |     |    | 2.7 | 7.2  |
| 7  | Art Hillhouse   | 31   | 11 |    |    | 1.3 | 6.5  | .197 |    |     |     | 2.7 | 3.4 | .811  |    |    |    | 0.3 |    |     |    | 2.7 | 5.3  |
| 8  | Ralph Kaplowitz | 28   | 48 |    |    | 1.5 | 6.1  | .243 |    |     |     | 1.0 | 1.3 | .783  |    |    |    | 0.4 |    |     |    | 2.1 | 3.9  |
| 9  | Stan Brown      | 18   | 19 |    |    | 1.0 | 3.7  | .268 |    |     |     | 0.6 | 1.0 | .632  |    |    |    | 0.1 |    |     |    | 0.8 | 2.6  |
| 10 | Hank Beenders   | 31   | 24 |    |    | 1.0 | 2.9  | .333 |    |     |     | 0.6 | 1.0 | .583  |    |    |    | 0.3 |    |     |    | 1.3 | 2.5  |
| 11 | Bob O'Brien     | 21   | 22 |    |    | 0.8 | 3.7  | .210 |    |     |     | 0.7 | 1.2 | .577  |    |    |    | 0.0 |    |     |    | 1.8 | 2.2  |
| 12 | Kenny Sailors   | 26   | 2  |    |    | 1.0 | 1.5  | .667 |    |     |     | 0.0 | 0.0 |       |    |    |    | 0.0 |    |     |    | 2.0 | 2.0  |
| 13 | Jack Rocker     | 25   | 9  |    |    | 0.9 | 2.4  | .364 |    |     |     | 0.1 | 0.1 | 1.000 |    |    |    | 0.3 |    |     |    | 0.2 | 1.9  |
| 14 | Chink Crossin   | 23   | 39 |    |    | 0.7 | 3.1  | .240 |    |     |     | 0.3 | 0.6 | .565  |    |    |    | 0.5 |    |     |    | 0.7 | 1.8  |

## Galardones y récords
| Jugador       | Galardón                                           |
| Joe Fulks     | Mejor anotador de la liga Mejor quinteto de la BAA |
| Howie Dallmar | Mejor quinteto de la BAA                           |